# Judith Suminwa
Judith Suminwa Tuluka es una política congoleña que fue nominada para primera ministra de la República Democrática del Congo por el presidente Félix Tshisekedi el 1 de abril de 2024, convirtiéndose en la primera mujer en el cargo. Sigue siendo primera ministra designada hasta que la Asamblea Nacional apruebe su gabinete. Antes de su nombramiento como primera ministra, fue nombrada Ministra de Planificación en el gobierno del Primer Ministro Sama Lukonde el 24 de marzo de 2023.

## Biografía
Obtuvo una maestría en economía aplicada en la Universidad Libre de Bruselas y un diploma de estudios adicionales en Trabajo en países en desarrollo.
Trabajó en el sector bancario antes de unirse a agencias de las Naciones Unidas, incluido el Programa de las Naciones Unidas para el Desarrollo, donde fue experta nacional en un proyecto de apoyo comunitario en el este del país. Luego trabajó en el Ministerio de Presupuesto antes de convertirse en subcoordinadora del Consejo de Vigilancia Estratégica Presidencial (CPVS).